# Puro Prazer
Puro Prazer é o décimo sexto disco da cantora e compositora brasileira Zizi Possi, lançado em 1999.
O trabalho marca um momento de transição em sua carreira, apresentando uma abordagem mais intimista e pessoal em relação aos discos anteriores. 
A lista de faixas inclui tanto canções previamente gravadas pela artista em seus álbuns anteriores, como "Eu Te Amo", "Tanta Saudade" e "Rebento", quanto novas interpretações de clássicos como "Volver a los Diecisiete", "Disparada" e "Tudo Bem".
A recepção crítica foi positiva, elogiando a qualidade das performances vocais e a coesão do álbum como um todo. 
Comercialmente, o álbum obteve sucesso, alcançando a marca de mais de cem mil cópias vendidas no Brasil em apenas quatro meses após o lançamento, além de receber certificação de ouro pela Pro-Música Brasil.

## Antecedentes
Após o sucesso com seus álbuns anteriores, Per Amore (1997) e Passione, e suas respectivas turnês, a gravadora Universal Music estudava um novo projeto para a carreira fonográfica de Zizi Possi.
A fim de capitalizar com o sucesso da novela da Rede Globo, Terra Nostra, cujo enredo girava em torno da imigração italiana no Brasil do final do século XIX e início do século XX, foi decidido que o ideal seria fazer uma compilação com suas canções em italiano. No entanto, a ideia foi mal recebida pela cantora, pois, segundo ela, os discos eram muito distintos para serem mesclados em uma coletânea.
Em detrimento disso, Possi resolveu gravar canções de seu repertório e outras canções inéditas, de maneira intimista, apenas ela e seu pianista (que trabalhou com ela por nove anos) Jether Garotti Jr.

## Produção e gravação
O estopim do projeto, são as reuniões que os dois artistas tinham enquanto estavam em turnê ou promovendo discos, os dois se uniam para cantar e até fazer alguns shows ocasionais, tais momentos faziam a cantora constantemente dizer a Jether: "Seria lindo se a gente transformasse isso num show", a ideia seguiu em frente e desse "show" surgiu o disco.
O repertório conta com faixas gravadas em sua voz em outros discos, tais como: "Eu Te Amo", "Tanta Saudade", "Rebento", "Você" e outras como "Volver a los Diecisiete", "Disparada" e "Tudo Bem".
Sobre a regravação de canções de seu catálogo e seu estado de espírito na época, ela falou: "Uma das coisas mais importantes que eu aprendi nesses 22 anos é que dissociar meu trabalho do prazer é uma perda irreparável (...) Não estou passando nada a limpo, estou só zerando. E também não estou fazendo balanço. Estou apenas cantando com muito prazer".

## Recepção crítica
| Críticas profissionais | Críticas profissionais |
| Avaliações da crítica  | Avaliações da crítica  |
| Fonte                  | Avaliação              |
| ---------------------- | ---------------------- |
| IstoÉ                  | Favorável              |

A recepção da crítica especializada foi favorável. 
Aluízio Falcão, da revista IstoÉ Gente, o elegeu como um dos melhores discos do ano e teceu elogios a voz e a interpretação. Ele afirmou que embora seja homogêneo, "algumas canções ajustam-se melhor à sua emissão de veludo e cristal", tais como "Beatriz", "Vurria", "Tanta Saudade".
No prêmio Grammy Latino de 2000, concorreu nas categorias Performance Vocal Feminina de Pop, e Álbum Brasileiro de Pop Contemporâneo.

## Desempenho comercial
Comercialmente, vendeu mais de cem mil cópias no Brasil em apenas quatro meses de lançamento e foi certificado como disco de ouro pela Pro-Música Brasil (PMB) (antiga Associação Brasileira dos Produtores de Discos (ABPD)).

## Lista de faixas
- Créditos adaptados do CD Passione, de 1998.[10][11]

| N.º | Título                    | Compositor(es)                 | Duração |  |
| 1.  | "Disparada"               | Théo de Barros, Geraldo Vandré | 4:02    |  |
| 2.  | "Volver a los diecisiete" | Violeta Parra                  | 5:16    |  |
| 3.  | "Luiza"                   | Tom Jobim                      | 2:23    |  |
| 4.  | "Pedaço de Mim"           | Chico Buarque                  | 3:04    |  |
| 5.  | "Sobre Todas as Coisas"   | Chico Buarque, Edu Lobo        | 2:38    |  |
| 6.  | "Viver, Amar, Valeu"      | Gonzaguinha                    | 3:44    |  |
| 7.  | "Rebento"                 | Gilberto Gil                   | 3:40    |  |
| 8.  | "Tanta Saudade"           | Chico Buarque, Djavan          | 4:19    |  |
| 9.  | "Vurria"                  | F. Rendine, Alberto Pugliesi   | 3:16    |  |
| 10. | "Torna a surriento"       | Ernesto de Curtis              | 3:03    |  |
| 11. | "Beatriz"                 | Chico Buarque, Edu Lobo        | 3:56    |  |
| 12. | "Eu Te Amo"               | Chico Buarque, Tom Jobim       | 3:42    |  |
| 13. | "Meu Erro"                | Herbert Vianna                 | 3:37    |  |
| 14. | "Che cosa C'è"            | Gino Paoli                     | 2:28    |  |

## Certificações e vendas
| País          | Certificação | Vendas   |
| ------------- | ------------ | -------- |
| Brasil - ABPD | Ouro         | 100.000+ |